# تصوير سينمائي

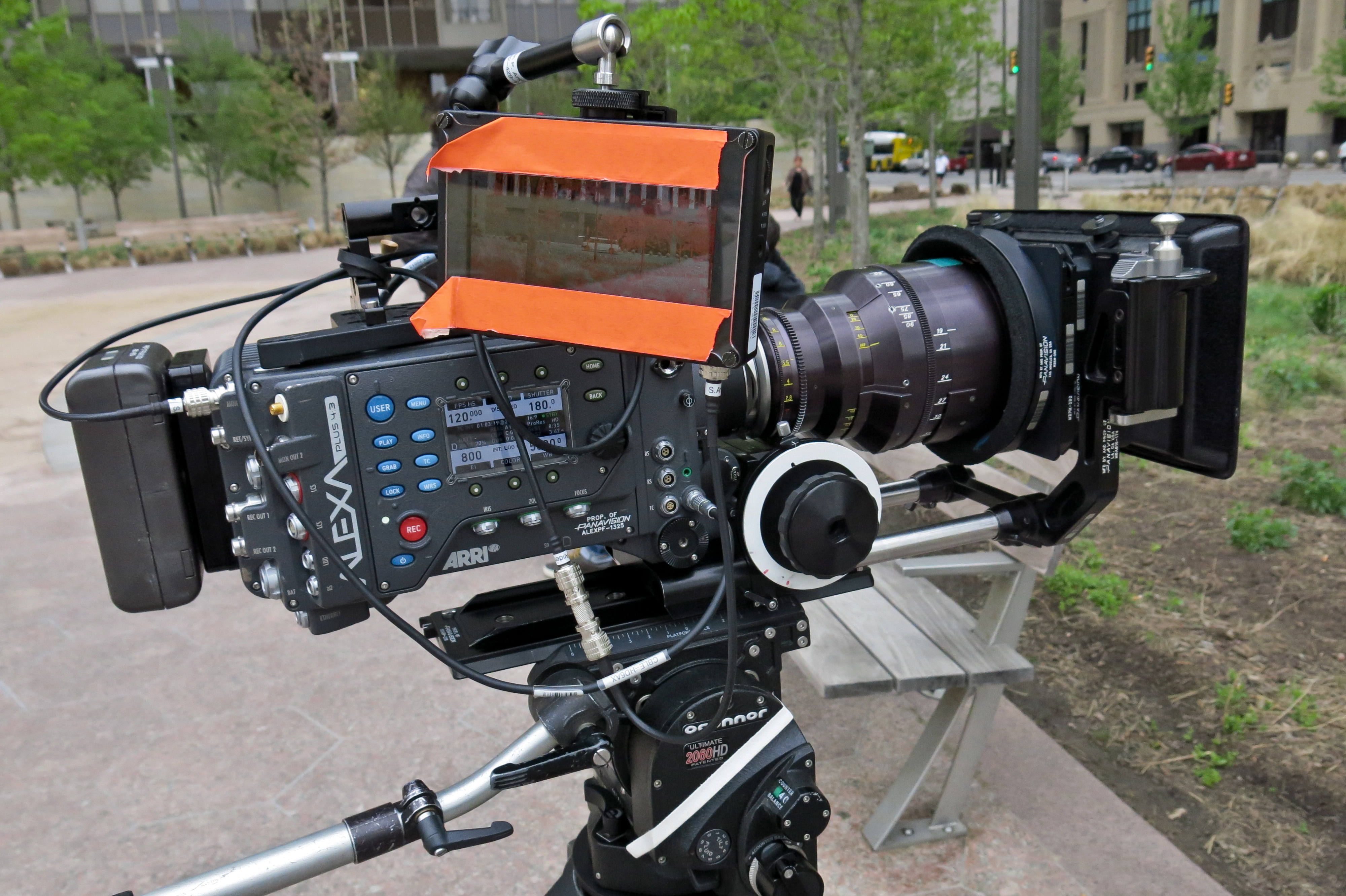
آلة التصوير السينمائية الرقمية ماركة أري أليكسا

التصوير السينمائي هو فن وعلم تصوير الصور المتحركة عن طريق تسجيل الأضواء، أو أنواع أخرى من الإشعاعات الكهرومغناطيسية، بواسطة أجهزة استشعار رقمية أو كيمائية بواسطة مواد متحسسة للضوء.
يُتبع استخدام عدسة لاقطة تركز الضوء بشكل ترددي دوري على سطح متحسس للضوء داخل الكاميرا لتشكل صور متعددة في ما يسمى شريط الفلم. في حالة المتحسسات الرقمية، تقوم العدسة بنقل شحنات كهربائية إلى كل بكسل التي تقوم بحفظها الكترونيا في ملف فيديو للإستعمال المستقبلي. وينتج المستحلب التصويري سلسلة من الصور الكامنة التي «تظهر» إلى صور ظاهرة. بعدها، يمكن عرض الصور بواسطة جهاز فائق السرعة على شاشة ليبدو وكأنهم صور متحركة.
للتصوير السينمائي تطبيقات كثيرة في الحقول العلمية والأدبية وعالم الأعمال ونشاطات الترفيه والإعلام والمناهج.

## التسمية
يتكون مصطلح سينماتوغرافيك من كلمتين؛ الأولى κίνημα (وتنطق بالإنجليزية kinem) وتعني «الحركات» والثانية γράφειν (وتنطق بالإنجليزية graphein) وتعني «التعبير بالخطوط» أو «الرسم». فيصبح المعنى الكلي «رسم الحركة».

### تقييم التقنية: تعريفات جديدة
يعرف اصطلاحًا بـ«التصوير السينمائي» يأتي من العمل على شريط الصور المتحركة السينمائي -الفيلم- لكن حاليًا توسع معنى تصوير الفيديو والتصوير الرقمي بحكم رواج التصوير السينمائي الرقمي.
معالجة الصور الرقمية حديثًا بإمكانها تعديل الصور مما كانت عليه عند التقاطها.
سمحت هذه المجالات الجديدة لتطغى على بعض الخيارات التي كانت يومًا ما تختص بنطاق المصورين السينمائيين.

## تاريخ صناعة الأفلام

### ما قبل الكاميرات

متسلسلة مايبريدج تظهر جواد يعدوا

التصوير السينمائي هو شكل من أشكال الفن في مجال صناعة الأفلام، وعلى الرغم من أن تعريض الصور من خلال العناصر الحساسة للضوء ليس شيئًا جديدًا وتعود بداياته للقرن التاسع عشر، إلا أن الصور المتحركة تطلبت شكلاً جديداً من التصوير الفوتوغرافي وملامح أجمل.
في الثلاثينات من القرن العشرين، كان تستعمل الإسطوانات والأقراص لإنتاج الصور المتحركة التي اخترعت بشكل متزامن ومستقل منقبيل النمساوي فون ستامفر والبلجيكي جوزف بلاتو (الفيناكيستوسكوب) والبريطاني ويليم هورنر (زوتروب). وحصل ويليم لنكولن على براءة اختراع لجهاز يظهر الصور المتحركة سماه «دولاب الحياة» أو «زوبراسكيسكوب» والذي يستعمل شق يرى من خلاله الرسوم أو الصور الفوتوغرافية.
في 19 يونيو 1873 قام إدوارد مايبريدج بتصوير فرس اسمها «سالي غاردنر» بنجاح في فيلم سريع باستخدام مجموعة من 24 كاميرا مجسمة. تم ترتيب الكاميرات على طول حاجز الميدان الذي ستركض فيه الفرس، وتم التحكم بعدسات الكاميرات باستخدام سلك مثبت في حوافر الفرس، وكانت كل كاميرا تبعد عن الأخرى 21 بوصة وذلك لتغطية مسافة 20 قدم التي قطعتها الفرس، مما مكنه من التقاط صور لكل ألف جزء من الثانية.
بعد تسع سنوات، تحديدًا في عام 1882، اخترع العالم الفرنسي «ايتيان جول ماري» جهازًا ذو خاصيّة التصوير المتكرر، والذي كان قادرًا على تصوير 12 لقطة متتالية في الثانية، وقادرًا أيضًا على تخزين جميع اللقطات لنفس الصورة.
وشهدت هايات القرن التاسع عشر بوادر استعمال التصوير السينمائي في العلوم فتم تصوير العديد من الأفلام في الأبحاث العلمية وذلك بفضل جهود «جان باينليف» الذي جاهد لاستعمال التصوير السينمائي في أرشفة نمو وحركات المخلوقات الميكروسكوبية والخلاية والبكتيريا ولملاحظة وظائفها خلال حياتها.

### التصوير الفيلمي
الفلم التجريبي الثاني كان بعنوان «مشهد حديقة راوندهاين» (Roundhay Garden Scene)، في 14 أكتوبر 1888، الذي كان بطله «لويس لو برنس»، وتم تمثيله في حديقة راونداي، في أحد ضواحي مقاطعة ليدز في إنجلترا، هو أوّل صورة متحركة باقية إلى اليوم على الرغم من أن أول من صمم أداة تخدم مجال الصورة المتحركة كان ويليام كيندي لاوري ديكسون، والذي كان يعمل بتوجيه من توماس أديسون، وكان يُطلق على الأداة اسم كينيتوغراف (Kinetograph) أو ملتقط الصور، وسُجّلت كبراءة اختراع عام 1891. التقطت هذه الكاميرا سلسلة من الصور الفوريّة على مقياس (ايستمان كوداك) الخاص بتحميض الصور على شريط سينمائي شفاف بعرض 35 مليمتر. وقد عُرضت نتائج هذا العمل للعامة أول مرة عام 1893، باستخدام أداة العرض المصمّمة أيضًا بواسطة (ديكسون)، والتي أطلق عليها اسم «كينيتوسكوب» أو عارض اللقطات. وُضع العارض في صندوق كبير، وكان يتّسع لشخص واحد فقط لينظر من خلال ثقب صغير يمكّنه من متابعة أحداث الفيلم. لم يحقق ذلك العمل نجاحًا تجاريًا في ذلك الوقت، إلا أنه في السنوات التالية حقّق تشارلز فرانسيس جينكنز من خلال مشروعه «فانتوسكوب» (Phantoscope) نجاحًا في عرض الفيلم للمشاهدين، بينما أتمّ لويس و أوغست لاميري مشروع «سينماتوغراف» (Cinématographe) أو المصوّر السينمائي، وهو عبارة عن جهاز صوّر وطُبع وعُرض عليه أول فيلم في باريس في شهر ديسمبر من عام 1895.

## سينما الأفلام
تم تثبيت أول كاميرا فيلم مباشرة على رأس الحامل الثلاثي وغيرها من الأدوات المثبّتة، باستخدام أقوى أنواع أجهزة ضبط مستوى المقدمة على غرار الكاميرا الثابتة على الحامل الثلاثي الدارجة في تلك الفترة. وكانت أقدم كاميرات السينما ثابتة بشكل فعال خلال التصوير. تم تحريك الكاميرا لأول مرة عن طريق حملها على عربة متحركة وصور أول فيلم بهذه الطريقة بواسطة المصور لوميير من المنصة الخلفية لقطار كان يغادر مدينة القدس في عام 1896، وبعام 1898 كان هناك عدد من الأفلام التي صورت على قطارات متحركة. وعلى الرغم من أنها عرفت تسويقياً باسم تصوير «بانوراما»، إلا أن الأفلام التي صورت من مقدمة القطارات يشار إليها عادةً باسم «جولات وهمية».
عام 1897 امتلك روبرت ويليام باول أول رأس كاميرا دوارة حقيقية صممت لوضعها على حامل ثلاثي القوائم وذلك حتى يكون بمقدوره ملاحقة مرور موكب الملكة فيكتوريا في اليوبيل الماسي وتصويره في لقطة واحدة متواصلة دون انقطاع. وهذا الجهاز يضع الكاميرا على محور عمودي بحيث يمكن تحريكها بشكل دائري بواسطة وصلة لولبية متصلة بمقبض ذراع مدور، وقد عرضها باول للبيع في مزاد علني في السنة التالية. ويتم أخذ اللقطات باستخدام رأس يدار عمودياً وأفقياً يعرف باسم «البانوراما» أو المنظر الشامل في فهرس تصوير الفيلم خلال العقد الأول من فترة صناعة السينما.
النمط القياسي الذي انتهجته استوديوهات الأفلام في البدايات كان مستمداً من الاستوديو الذي أسسه جورج ميلييس في عام 1897، والذي كان له سقف زجاجي وثلاثة جدران زجاجية تم تشييدها بعد نموذج الاستوديوهات الكبيرة التي مازالت تستخدم للتصوير الفوتوغرافي، وقد زودت بطبقة رقيقة من القماش القطني لتمكينها من التمدد أسفل السقف لكي تنشر الأشعة المباشرة للشمس في الأيام المشمسة. وهذا الضوء الشامل الخفيف الذي ينتجه هذا التنسيق يكون بلا ظلال حقيقية وهو الذي يوجد أيضاً طبيعياً في الأيام الملبدة بالغيوم كما أنه أصبح أساس إضاءة الفيلم في استوديوهات الأفلام للعقد التالي.

## الخصائص
هناك الكثير من الخصائص التي تساهم في فن التصوير السينمائي منها:

### التقنيات السينمائية

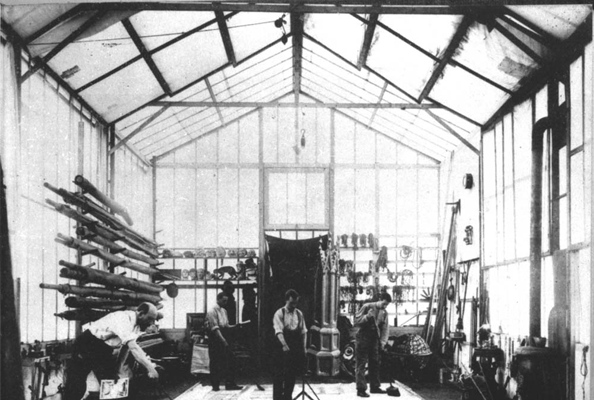
مشهد لجورج ميله يرسم المشهد الخلفي لأحد أفلامه داخل مخبره.

### جهاز استشعار الصورة وشرائط الصور
قد يشرع العمل في التصوير السينمائي باستخدام اللفائف التقليدية أو الأفلام أو جهاز استشعار الصور الرقمي. فالتطور في طريقة طباعة الأفلام واستخراج الصور وفر مجموعة واسعة من شرائط الصور. فاختيار شرائط الصور هو أحد أول القرارات في صناعة أي فيلم تقليدي، وبعيداً عن اختيار مقياس الفيلم سواء كان 8 ملم (للهواة) أم 16 ملم (لشبه المحترافين) أم 35 ملم (للمحترفين) هناك أيضاً 65م لم (وهو نادر الاستخدام إلا في أوضاع خاصة) فالمصور السينمائي يمتلك مجموعة شرائط عكسية (التي عند تحميضها تعطي صورة إيجابية) وشرائط سلبية مع مجموعة واسعة من سرعات للأفلام (تختلف في حساسيتها للضوء) من أيزو 50 (بطيء وأقل حساسية للضوء) وحتى أيزو 800 (سريع جداً وأعلى حساسية للضوء) وتختلف استجابتها للألوان (سواء كانت ألوانها متشبعة أم لا) وبالمقابل اختلاف مستوياتها ما بين الأسود أي من دون تعريض وبين الأبيض أي التعريض التام.
التقدمات والتعديلات تقريبا في جميع عيارات الفيلم خلقت أشكال «خارقة» حيث أن مساحة الفيلم لالتقاط إطار واحد لصورة تمت توسعتها، على الرغم من بقاء العيار المادي الخارق 8 ملم، الخارق 16 ملم والخارق 32 ملم كلهم يستخدمون معظم مساحة الفيلم للصورة أكثر من العيارات المقابلة وهي «العادية» غير الخارقة.
كلما كبر عيار الفلم كلما زاد مجمل تفاصيل ودقة الموضوع وكذلك الجودة التقنية.
إن من الممكن للتقنيات المستخدمة في مختبرات إنتاج الأفلام الخاصّة بمعالجة الشريط الفيلمي أن تُحدث فارقًا كبيرًا في الصورة الناتجة. بالتحكّم بدرجة الحرارة وتمديد مدة عملية نقع الفيلم بالمواد الكيميائيّة المُحمِّضة أو عن طريق تخطّي بعض العمليات الكيميائيّة المحددة (أو تخطيها جميعها جزئيًا)، يستطيع السينمائيون في المختبر إنتاج عدّة مظاهر مختلفة لنفس الشريط الفيلمي. بعض التقنيات المستخدمة هي: عملية الدفع، التبييض الجانبي، وعملية التقاطع.
على الرغم من أن الغالبية العظمى في السينما لا يزالون يستخدمون الفيلم، إلا أن الكثير من السينما الحديثة تستخدم السينما الرقمية وليس لديها مخزون فيلم [بحاجة لمصدر]، لكن الكاميرات نفسها يمكن أن تكون معدّلة بطرق تتجاوز كثيرا قدرات الفيلم الواحد. ويمكنها توفير درجات متفاوتة من حساسية اللون، تباين الصورة، حساسية الضوء وغيرها. ويمكن للكاميرا الواحدة أن تحقق كل النظرات المتعددة من الطبقات الحساسة المختلفة، وعلى الرغم من أنه يُقنع بشدة على أن طريقة التقاط صورة هي الأسلوب «الأفضل». يتم تنفيذ التعديلات على الصور الرقمية (الأيزو، التباين، الخ) عن طريق تقدير نفس التعديلات التي ستُجرى إذا كان الفيلم الفعلي قيد الاستخدام، وبالتالي فهي عرضة لمصممي جهاز استقبال الكاميرات لتصورات الفيلم المختلفة والعوامل المتغيرة لتعديل الصورة.

### المصفيات (المرشحات)
تستعمل المصفيات، مثل مصفيات الانتشار أو مصفيات تأثير اللون، بكثرة لتعزيز الطبع أو التأثيرات الدرامية. تُصنع معظم أنواع المصفيات من قطعتي زجاج بصري يتم إلصاقهما معًا باستعمال مادة بين الزجاجتين التي تقوم بالتلاعب بالصورة أو الضوء. في حالة مصفيات الألوان، هناك عادة مادة ملونة شفافة مضغوطة بين سطحي زجاج بصري. تعمل مصفيات الألوان عن طريق منع موجات ألوان معينة من الضوء من الوصول إلى الفيلم. مع فيلم اللون، يعمل هذا ببساطة حيث أن فيلم أزرق سيمنع مرور الأضواء الحمراء والبرتقالية والصفراء، مما يُعطي لوناً أزرق خفيفاً على الفيلم. في التصوير الفوتوغرافي بالأبيض والأسود، تستعمل مصفيات الألوان بشكل معارض للحدس نوعاً ما. على سبيل المثال، يمكن استعمال مصفي أصفر، الذي يقوم بحجب الأمواج الزرقاء من الضوء، لتعتيم سماء النهار (من خلال منع اللون الأزرق من إصابة الفيلم، مما يؤدي إلى عرض ناقص ملحوظ للسماء الزرقاء)، في حين أنه لا ينحاز لمعظم درجات ألوان البشرة للإنسان. عُرف بعض المصورين السينمائيين مثل كريستوفر دويل باستعمالهم المبتكر للمصفيات. يمكن استعمال المصفيات أمام العدسة أو في بعض الأحيان خلف العدسة للحصول على مؤثرات مختلفة.

### العدسات
يمكن إضافة العدسات للكاميرا لإعطائها مظهرًا أو تأثيرًا أو تركيزًا أو لونًا معينًا أو غيره. حيث تقوم الكاميرا بإنشاء علاقة بين رسم المشهد والمكان وبين بقية العالم، تماماً مثل عمل العين البشرية.
ومن ناحية أخرى، يستطيع المصور السينمائي خِلاف العين البشرية، اختيار عدة عدسات لعدة أغراض. فاختلاف البعد البؤري أحد أهم مميزات ذلك، حيث يعمل البعد البؤري للعدسة على تحديد زاوية المشهد، وبالتالي تحديد نوع ذلك المشهد. ويستطيع المصور السينمائي الاختيار من بين العديد من العدسات، إما عدسة ذات زاوية عريضة، وإما عدسة اعتيادية، أو عدسة ذات تركيز طويل، أو عدسة الماكرو لتصوير الأجسام الدقيقة ونظام المؤثرات الخاصة للعدسة كالعدسات المجهرية. للعدسات عريضة الزاوية بُعد بؤري قصير مما يسمح لالتقاط المسافات الواسعة بكل وضوح. فيظهر الشخص البعيد بشكل صغير جداً بينما يظهر الشخص القريب كبيراً. ومن جهة أخرى، تقوم العدسات ذات التركيز الطويل بتقليل مثل هذا التكبير، فتصوّر الأجسام البعيدة وكأنها قريبة من بعضها لتعطي صورة مسطحة. فالاختلاف الذي يظهر بين الصور ليس بسبب البعد البؤري، وإنما بسبب المسافة بين تلك الأجسام وبين الكاميرا.
لذلك، فإن استعمال أبعاد بؤرية مختلفة إضافة إلى كاميرات مختلفة لمسافات بعيدة يخلق هذه الاختلافات. البعد البؤري وإبقاء الكاميرا على نفس الوضعية لا يوثر على المشهد وإنما يؤثر على زاوية الكاميرا فقط. وتسمح عدسة التقريب للمصور بتغيير بعدها البؤري أثناء الالتقاط أو مباشرة بين الالتقاطة والأخرى. وبما أن العدسات الأصلية تعتبر أفضل من ناحية جودة الصورة وأسرع (أي أن لها فتحات كبيرة، فهي أفضل في الأماكن ذات الإضاءة الضعيفة) من عدسات التقريب، يتم استخدامها عادةً في التصوير السينمائي أكثر من عدسات التقريب. وعلى أية حال، فقد تتطلب بعض مشاهد أو أماكن تصوير الأفلام استخدام عدسات التقريب لسرعتها أو سهولة استخدامها، أو لأنها تستطيع التصوير بحركة مقرّبة. وفي أنواع التصوير الضوئي الأخرى، فيتم التحكم بالصور المعروضة في العدسة مع إعدادات تحكم فتحة العدسة. ولاختيار أمثل يحتاج المصور السينمائي بأن تكون عدساته ذات إيقاف من نوع T وليس من نوع F، كي لا يؤثر الضوء المهدر بسبب الزجاج على التعريض أثناء إعدادها باستخدام القياسات المعتادة.
ويؤثر اختيار الفتحة أيضاً على جودة الصورة (تغيّر اللون) وعمق المجال (انظر بالأسفل إلى فقرة عمق المجال والتركيز).

### عمق وبؤرة المشهد
البعد البؤري وسرعة الغالق تؤثران على العمق الميداني للمشهد، وهذا سيوضّح ما مدى ظهور الخلفية، والمنتصف والمقدمة في «تركيز متباين» (والذي يكون فيه جزء واحد فقط من الصورة مركّز عليه) في الفيلم أو المُنتج المصوّر. عمق الميدان (ويجب التفريق بينه وبين العمق البؤري) مكوّن من حجم الفتحة والمسافة البؤرية. يتم إنشاء عمق ميداني واسع أو عميق بفتحة قزحية صغيرة جدًا تركّز على نقطة معيّنة في تلك المسافة، في حين سيتكوّن عمق ميداني مسطّح في حال استخدمت فتحة قزحية واسعة ومفتوحة ومركّزة على العدسة. ويُحكم العمق الميداني أيضًا إلى حجم النموذج. إذا نظر شخص إلى الميدان والزاوية للمشهد، فإن الصورة الأصغر، سيكون من نصيبها البعد البؤري الأقل إذا ظلّ ميدان المشهد كما هو. وكلما صغرت الصورة، زاد العمق الميداني المكتسب لميدان المشهد نفسه. وللتوضيح أكثر، فإن 70 مليمتر يحوي عمق ميداني أقل من 35 مليمتر لميدان مشهد مُعطى، 16مليمتر أكثر من 35 مليمتر، وفي كاميرا الفيديو فإن العمق الميداني أكثر حتى من 16 مليمتر. وعلى الرغم من كثرة محاولات مصوّري الفيديو محاكاة منظر 35 مليمتر للفيلم مع الكاميرات الرقمية، إلا أنها ظلّت مشكلة عويصة، عمق ميداني مفرط مع الكاميرات الرقمية، ولازالوا يستعملون أجهزة بصرية إضافية للحد من ذلك العمق الميداني
استخدم المصور السينمائي جريج تولاند والمخرج أورسون ويليس في فيلم «المواطن كين» عام 1941 فتحات أضيق من أجل خلق حلقة وجعل كل التفاصيل في المقدمة والخلفية في وضعية التركيز الشديد. وتعرف هذه الوضعية باسم التركيز العميق. وأصبح التركيز العميق جهازًا سينمائيًا رائجًا في هوليوود من أربعينيات القرن التاسع عشر فصاعدًا، أما الرائج اليوم فهو التركيز السطحي. كما أن تغيير التركيز من هدف إلى آخر أو من شخصية إلى أخرى في نفس اللقطة يطلق عليه اسم التركيز المُجهِد.

### نسبة الارتفاع والإطار
نسبة تأطير العرض للصورة هي نسبة عرضها إلى ارتفاعها. يمكن التعبير عن هذا إما كنسبة عددين صحيحين مثل 4:3 أو عدد عشري مثل 1.33:1 أو بسيط 1:33.
النسب المختلفة تمدها بتأثيرات جمالية مختلفة، وقد تنوعت معايير نسبة العرض إلى حد كبير عبر الزمن وتفاوتت النسبة على نطاق واسع من المربع 1:1 وصولا إلى الحد المبالغ فيه 4:1 متعددة الرؤى. مع ذلك من 1910 استقرت الصور المتحركة الصامتة بشكل عام على نسبة 4:3 (1:33). وعرفت الأفلام التي تحتوي على أصوات التي قلصت بصورة وجيزة نسبة الأبعاد للسماح بشريط الصوت. وفي عام 1932 تم إدخال معايير جديدة النسبة الأكاديمية 1.37 عن طريق زيادة سماكة خط الإطار.
لسنوات عديدة اقتصر عمل المصورين السينمائيين على الاستفادة من استخدام التقنية الأكاديمية البحتة ولكن في الخمسينيات بدأ استخدام تقنية الشاشة العريضة في محاولة جادة لاستقطاب وإعادة الجمهور مرة أخرى إلى المسرح، وإبعادهم عن أجهزة التلفاز، واستطاعت تقنية الشاشات العريضة التي ساعدت المصورين السينمائيين على تقديم أعمالهم وصورهم على أفضل وجه.
وفي الخمسينيات 1950 تم اختراع العديد من تقنيات التصوير مما ساعد على إنتاج العديد من الأفلام السينمائية، وتم إنتاج فيلم يعتمد على تقنية العدسة المقعرة التي ما زالت تستخدم حتى يومنا هذا وبحرفية أكبر، وتم استخدام تلك العدسة لإنتاج أول فيلم سينمائي باستخدام عدسة مقاسها 2.35 بوصة والتي كانت بالأصل قياسها 2.55 بوصة، وبدأ بعده إنتاج العديد من الأفلام التي تسمى سينما سكوب بين عامي 1950 إلى 1967 ولكن خلالها تم اكتشاف العديد من العيوب التقنية من قبل مالكيها شركة فوكس ومن قبل شريك آخر، وبعدها بدأ استخدام تقنية حديثة من قبل بانافيجين تم تحسين الأداء للعدسات الخاصة بالتصوير السينمائي التي ظلت مسيطرة حتى الآن في مجال التصوير السينمائي.
حدثت تغييرات لمعايير إسقاط جمعية سمبتي النسبة المتوقعة من 2.35 إلى 2.39 في عام 1970، بالرغم من أن هذا لم يغير أي شيء يتعلق بمعايير الصورة البصرية وكل التغيرات المتعلقة بنسبة تصوير الصورة البصرية 35mm محددة بحجم الكاميرا وبوابة خط الإسقاط وليس النظام البصري.
وبعد حروب الشاشة العريضة في الخمسينيات استقرت صناعة الصور المتحركة على 1.85 كمعيار للإسقاط المسرحي في الولايات المتحدة والمملكة المتحدة، وهذه نسخة مقتصة من 1.37. واختارت كل من أوروبا وآسيا 1.66 في البداية على الرغم من أن 1.85 قد تخلل هذه الأسواق بشكل كبير في القرون الحديثة واستخدمت بعض الأفلام الملحمية والمغامرات 2.39.
وفي التسعينيات ومع ظهور الفيديو عالي الوضوح أنتج مهندسو التلفاز نسبة 1.78 (16:9) كتسوية رياضية بين المعيار المسرحي 1.85 والتلفزيوني 1.33 لأنه لم يكن عمليًا إنتاج أنبوب تلفاز تقليدي (أنبوب أشعة الكاثود) بعرض 1.85. وحتى ذلك الوقت لم ينتج أي شيء في 1.78. واليوم يعتبر هذا معيارًا للفيديو عالي الوضوح وللتلفاز عريض الشاشة، ويتم تصوير بعض أفلام السينما الآن باستخدام كاميرات HDTV.

### الإضاءة
الإضاءة ضرورية لخلق وضوحٍ عالٍ للصورة في إطار فيلم أو على هدف رقمي (سي سي دي، الخ). يتجاوز فن الإضاءة في علم التصوير السينمائي الإيضاح أو العرض الأساسي إلى جوهر الجزء البصري للقصة. ويساهم الضوء في الاستجابة العاطفية للجمهور أثناء مشاهدة فيلم سينمائي. وكما قال المخرج شاهين مايكل ديرون ذات مرة «الفرق بين الأفلام الإباحية والإثارة الجنسية في بعض الأفلام هي الإضاءة» مشيرا لأهمية الإضاءة في الأفلام السينمائية.

### حركة الكاميرا
المقال الرئيس: المهارات السينمائية الفنية
لا يستطيع فن التصوير السينمائي تصوير الأجسام المتحركة فحسب، بل يستطيع أيضا أن يستخدم آلة تصوير -التي تتنقل خلال مجرى أحداث تصوير الفيلم- تعبر عن وجهة نظر الجمهور أو رأيه. وتلعب هذه الحركة دورا جسيما في اللغة العاطفية لصور الفيلم وكذلك في ردة الفعل العاطفية للجماهير تجاه الحدث.
وتتراوح هذه الأمور التقنية بين التنقلات ذات الأهمية القصوى لمهارة التصوير الفيلمي من خلال التتبع (التغير الأفقي من وضع مستقر في وجهة النظر كتقلب رأسك من جانب إلى جانب آخر) ومن خلال الميلان (التغير العمودي من وضع ثابت كميل رأسك إلى الخلف لرؤية السماء وميله إلى الأسفل لترى الأرض) وبين مهارة التصوير الفيلمي من خلال الجهاز المدولب المستخدم لنقل الكاميرا (وضع آلة التصوير على منصة متحركة لتنقلها بحيث تكون قريبة أو بعيدة من مكان تصوير المشهد) ومن خلال الكاميرا المحمولة على منصة نقالة (وضع آلة التصوير على منصة متحركة لتتنقل نحو جهة اليمين أو جهة اليسار) ومن خلال الرافعة (تحرك الكاميرا في وضع عامودي بحيث تكون قادرة على الارتفاع بعيدا عن الأرض بالإضافة إلى تأرجحها من جانب نحو جانب آخر من موضع قاعدة ثابتة) وتوافق جميع هذه الأساليب السينمائية الفنية.
تم تركيب الكاميرات إلى ما يقرب من كل شكل يمكن تخيله من وسائل النقل. وكان بالإمكان حمل الكثير من آلات التصوير يدويًا، أيّ أن مصور الحدث باستطاعته الانتقال بها بنفسه من مكان إلى آخر أثناء تصوير الفيلم. يعود الفضل إلى قاريت براون اختراع منصّات التثبيت الذاتية وذلك في نهاية سبعينيات القرن الماضي، والتي عُرفت بالـSteadicam أو الكاميرا الثابتة. وهي تعتمد على حامل تثبيت ومشد موصول بآلة التصوير بمثابة دعامات تعمل على فصل حركات المصور الجسدية عن آلة التصوير. في بداية التسعينات، وحين انتهت صلاحية براءة اختراع هذا النوع من مثبتات الكاميرا، بدأت شركات أخرى كثيرة بتصنيع منصات تثبيت ذاتية انطلاقا من رؤيتها الخاصة.

## أهم أنواع لقطات التصوير السينمائي

### لقطة جوية - Aerial Shot
وهي لقطة خارجية يتم تصويرها من الجو. غالبًا ما تستخدم لتكوين فكرة عامة عن مكان أو موقع الفيلم (عادة ما يكون موقعًا مميزًا)، جميع الأفلام في فترة السبعينات كانت تبدأ بواحدة من هذه اللقطات الجوية.

### لقطة أساسية أو تأسيسية - Establishing Shot
وهي عبارة عن لقطة عامة تكون في بداية المشهد لتبين بوضوح المكان الذي سيتم فيه تمثيل المشهد أو القصة وبناء العلاقة بين الشخصيات. غالبًا ما تأتي بعد اللقطة الجوية، وهي مفضلة من قبل مخرجي المسلسلات التلفزيونية.

### لقطة رئيسية - Master Shot
في كثير من الأحيان يتم الخلط بينها وبين اللقطة التأسيسية، هي أيضًا تحدد العناصر الأساسية في المشهد مثل: الشخصيات الرئيسية وأين تقع هذه الأحداث، إلّا أنّها على عكس اللقطة التأسيسية التي تركز أكثر على الموقع بحد ذاته، اللقطة الرئيسية تركز عادةً على جميع الممثلين الموجودين في الصورة، وتكون مستمرةً على كامل المشهد.

### لقطة دائرية أو قوسية - Arc Shot
هذه اللقطة يتم فيها تحريك الكاميرا حول الممثل أو العنصر المراد تصويره بطريقة دائرية. تمثل حركة الكاميرا الدوامة بالنسبة للمشاهد، كما لو أنّ الشخصية تعيش حالةً من النشوة والابتهاج.

### لقطة جسرية أو واصلة - Bridging Shot
لقطة تدل على حدوث تحوّل في الزمان والمكان، واحدة من استخداماتها هي في أفلام الرحلات والمغامرات، وعادةً ما يتم تصويرها من خلال رسم خط مسار رحلة السفر على خريطة للعالم مثلًا، حيث تعطي الانطباع بأنّ بطل الفيلم يسافر من منطقة لأخرى.

### لقطة قريبة - Close Up
لقطة تبقي فقط كامل الوجه في الإطار وتركز على ملامحه، ولعل هذه اللقطة تعتبر أهم لبنة في القصّ السينمائي لما تحتويه من تفاصيل ومعالم قريبة للوجه، والمحملة بالكثير من المشاعر.

### لقطة قريبة جدًا - Extreme Close-UP
تستخدم هذه اللقطة في الأفلام للتركيز على جزء صغير من الوجه أو جسم الممثل، مثل: عين راجفة أو لعق الشفاه وذلك بغرض نقل المشاعر والحميمية في المشهد.

### لقطة متوسطة - Medium Shot
تستخدم هذه اللقطة التأطير الأكثر شيوعًا واستخدامًا في الأفلام، حيث يظهر في الإطار أقل من اللقطة الواسعة، ولكن أكثر من اللقطة القريبة.

### لقطة واسعة - Long Shot
لقطة تصوّر كامل الشخصية من الرأس إلى القدمين، أو تظهر الشكل الكامل للمشهد بكافة عناصره. تعرف أيضًا باسم لقطة عريضة.

### لقطة الكاوبوي - Cowboy Shot
لقطة مؤطرة تبدأ عادةً من منتصف الفخذ وما فوق، سميت بهذا الاسم بسبب استخدامها المتكرر في أفلام الغرب الأمريكي.

### لقطة التركيز المعمق - Deep Focus
لقطة تحافظ على تركيبة المشهد الأمامية، والوسطى والخلفية ضمن الإطار وفي حالة تركيز تام، استخدامها يدعو للاعتناء بالكثير من التفاصيل في المشهد بأكمله.

### لقطة تقريب مساري - Dolly Zoom
لقطة يكون فيها مسار الكاميرا بحالة اقتراب من العنصر المراد تصويره، وبنفس الوقت يتم تصغير زوم عدسة الكاميرا؛ وذلك لخلق نوع من التشويش والدوار (يمكن أن يتم العكس تمامًا أيضًا). تعتبر هذه اللقطة بمثابة المعادل السينمائي لعبارة: «احذروا، هناك خطر قادم».

### لقطة المَيَلان - Dutch Tilt
وتدعى أيضًا لقطة بزاوية منحرفة، وهي لقطة تميل فيها الكاميرا على جانبها لخلق صورة غير تقليدية. غالبًا ما تستخدم لإعطاء طابع الارتباك، حيث يتم إمالة زاوية الكاميرا عمدًا لخلق شعور بعدم الارتياح أو التوتر بين الشخصيات.

### لقطة بكاميرا محمولة باليد - Handheld Shot
لقطة يحمل فيها المصور الكاميرا أثناء الحركة لخلق نوع من التوتر والتشنج الفوري، والذي بدوره يدل على واقعية المشهد والحدث.

### لقطة من زاوية منخفضة - Low Angle Shot
وهي لقطة يتم فيها تصوير شخصية أو عنصر ما من الأسفل، في كثير من الأحيان لجعله يبدو أكبر في كادر التصوير.

### لقطة من زاوية مرتفعة - High Angle Shot
في هذه اللقطة يتم تصوير شخصية أو عنصر ما من الأعلى، وغالبًا ما يتم عزلهم في الكادر وحدهم، وهي مفيدة لإعطاء طابع الخوف والضعف للشخصية.

### لقطة مُقْفَلة - Locked-Down Shot
تكون الكاميرا في هذه اللقطة مثبتة في اتجاه واحد لا يتغير بينما تستمر بعض أحداث المشهد خارج الشاشة، وهي لقطة تعبر عن أن الحياة فوضوية، ولا يمكن احتواؤها ضمن إطار الكاميرا. كما يخلق غموض ما يحدث خارج الإطار تشويقا لدى المشاهد.

### لقطة أرشيفية - Library Shot
لقطة تم تصويرها مسبقًا (قبل. تصوير الفيلم) - عادةً ما يتم أخذها من مكتبة أرشيف الفيديوهات. يمكن استخدام اللقطة كما هي أو التعديل عليها قبل وضعها في الفيلم، يمكن مشاهدتها بكثرة في الأفلام الحربية وغيرها من الأفلام التاريخية.

### لقطة محجوبة جزئيًا - Matte Shot
تتضمن هذه اللقطة دمج بين الجزء الأمامي وخلفية المشهد لإعطاء نوع من التأثيرات البصرية على اللقطة، عادةً ما كانت الخلفية مرسومة على الزجاج في البدايات الأولى للسينما، أمّا الآن فيتم إنشاء هذه المشاهد على الكمبيوتر.

### اللقطة المهمة أو المصيرية - Money Shot
وهي لقطة مكلفة جدًا في تصويرها، ولكنها تعتبر مهمةً جدًا وتستحق كل العناء والمال لتصويرها؛ وذلك لما يمكن أن تضفيه من إثارة ونجاح محتمل، وحصد إيرادات مرتفعة للفيلم.

### لقطة من فوق الكتف- Over-The-Shoulder Shot
لقطة يتم فيها وضع الكاميرا فوق كتف أحد شخصيات الفيلم، عادةً خلال محادثة بين شخصين، مما يعني وجود صلة بين المتحدثين بدلًا من اللقطة المنفردة التي تعطي طابع المسافة والبعد بين الشخصيات.

### لقطة بان أو مسح - Pan Shot
في هذه اللقطة تتحرك الكاميرا باستمرار من اليمين إلى اليسار أو من اليسار إلى اليمين. كلمة pan اختصار لكلمة panning أي أرجحة. تظهر هذه اللقطة كثيرًا في مشاهد مطاردة السيارات.

### لقطة من وجهة نظر - POV shot
لقطة تصوّر وجهة نظر شخصية ما ضمن فيلم بحيث نرى بالضبط ما تراه هذه الشخصية. غالبًا ما تستخدم في سينما أفلام الرعب لرؤية العالم من خلال عيون القاتل مثلاً.

### لقطة متتابعة - The Sequence Shot
وهي عبارة عن لقطة طويلة لمشهد بكامله تتم بعملية تصوير واحدة ومستمرة بدون انقطاع أو تحرير.

### لقطة ستيديكام أو كاميرا متوازنة - Steadicam Shot
تتم هذه اللقطة من خلال كاميرا متوازنة هيدروليكيًا تسمح للحركة السلسة بدون أي اهتزاز. هذه الطريقة في التصوير موجودة منذ أواخر السبعينات. عادةً ما تستخدم لقطة ستيدكام الطويلة لاستعراض عضلات المخرج الفنية.

### لقطة عُلوية - Top Shot
لقطة تنظر فيها عدسة الكاميرا مباشرةً على المشهد من الأعلى بدلًا من الجانب. تعرف أيضًا باسم لقطة شمولية (عين الطائر).

### لقطة تتبع - Tracking Shot
لقطة تتبع فيها الكاميرا شخصية ما سواءٌ كان ذلك من الوراء، أو من الجانب، أو من الأمام. هذه اللقطة لا تكون مهتزةً أو عشوائيةً مثل لقطة بان، بل أنيقةً وسلسة الحركة.

### لقطة اثنين في واحد - Two-Shot
لقطة متوسطة تصور شخصين في نفس الإطار. تستخدم في المقام الأول عندما تريد إنشاء روابط بين الشخصيات أو الأشخاص الموجودين بدلًا من مواجهة بعضهم البعض.

### لقطة بان سريعة - Whip Pan
لقطة تشبه لقطة بان ولكنها سريعة جدًا لدرجة أنّ الصورة تصبح غير واضحة المعالم. يرافقها عادةً مؤثر صوتي يدل على الانتقال السريع.

### لقطة زوم تقريبية - Zoom
لقطة ذات عدسة ببعد بؤري متغير يسمح للمصور السينمائي بتغيير المسافة بين الكاميرا والهدف المراد تصويره دون تحريك الكاميرا من مكانها. يوجد أيضًا لقطة زوم سريع والتي تؤدي العمل نفسه، ولكن بطريقة أسرع بكثير.

### لقطة رافعة - Crane Shot
لقطة يتم فيها وضع الكاميرا على رافعة، حيث يمكن تحريكها صعودًا أو هبوطًا وكأنّها لقطة تتبع عمودي. هذه اللقطة مفضلة من قبل مخرجي الأفلام الموسيقية، غالبًا ما تستخدم لتسليط الضوء على شخصية معينة، أو في نهاية الفيلم وكأنّ الكاميرا وهي تتحرك مبتعدة تودع الجمهور.

### لقطة مع إمالة - Tilt shot
وهي لقطة تتحرك فيها الكاميرا بشكل مستمر من أعلى إلى أسفل أو من أسفل لأعلى. حيث يتم تصوير اللقطة بالاتجاه العمودي. يكون الميلان باتجاه السماء إلى الأعلى، وعادةً ما تكون آخر لقطة في الفيلم.

## مؤثرات خاصة
أول التأثيرات الصوتية كانت في السينما أثناء تصوير الفيلم، والتي عُرفت باسم مؤثرات «في الكاميرا». لاحقاً، تم تطوير المؤثرات البصرية والرقمية حتى يتمكن محررو وفنيو المؤثرات البصرية من التحكم بالعملية بدقة أكثر عن طريق التلاعب بالفيلم في مرحلة ما بعد الإنتاج.
لمشاهدة نماذج للعديد من المؤثرات الخاصة في الكاميرا، اطلع على أعمال صانع الأفلام المبتكر جورج ميلييس.

### اختيار معدل الإطار
المقال الرئيس: معدل الإطار
تعرض الصور السينمائية للمشاهدين بسرعة ثابتة نسبياً، وفي قاعة السينما تكون بمعدل 24 إطارًا في الثانية، وفي نظام التلفزيون الأمريكي (NTSC) تكون 30 إطارًا في الثانية (بالتحديد 29.97)، أما في نظام التلفزيون الأوروبي (PAL) تكون 25 إطارًا في الثانية؛ حيث أن سرعة العرض هذه لا تتغير. وعلى كل حال فإن تغير السرعة في الصورة الملتقطة من الممكن إدخال تأثيرات مختلفة عليها مع العلم أن تسجيل الصورة سواء كان سريعاً أو بطيئاً سيعرض بسرعة ثابتة.
على سبيل المثال ينتج الفاصل الزمني في التصوير الفوتوغرافي عندما يتم تعريض صورة بمعدل بطيء جداً إذا ضبط المصور السينمائي الكاميرا لعرض إطار واحد لكل دقيقة لأربع ساعات ثم عرض هذه اللقطات بسرعة 24 إطار في الثانية فإن الحدث الذي استغرق أربع ساعات سيأخذ 10 ثوان فقط للعرض، ويمكن عرض إطار واحد لأحداث يوم كامل (24 ساعة) في دقيقة واحدة.
وعلى النقيض من هذا، فإنه إذا تم التقاط صورة بسرعة أعلى من ذلك والتي ستعرض فيما بعد فإن تأثير الصورة يتباطأ إلى حد كبير (حركة بطيئة) إذا كان المصور السينمائي يصور شخصاً يغوص في بركة سباحة عند سرعة 96 إطار في الثانية وتكون تلك اللقطة معادة في 24 لقطة في إطار في الثانية الواحدة فإن العرض سوف يستغرق 4 مرات طالما أنه الحدث الفعلي. أما الحركة البطيئة جداً تلتقط عدة آلاف لقطة في الثانية يمكن أن تعرض أشياء غير مرئية للعين البشرية مثل انطلاق الرصاص في الجو والهزات الأرضية المنتقلة من خلال الوسائط ويحتمل أن تكون عن طريق تقنية سينمائية ضخمة.
في الأفلام الحركية يعتبر التلاعب بالزمان والمكان عاملاً مساعداً في أدوات سرد القصص، وتحرير الفيلم يلعب دوراً أقوى بكثير في هذا التلاعب ولكن اختيار معدل الإطار في التصوير الفوتوغرافي للعمل الأصلي هو أيضاً عامل مساعد في تغيير الوقت، فعلى سبيل المثال تم تصوير شارلي شابلن العصر الحديث في «سرعة صامتة» (18 إطار في الثانية) ولكنه عرض في «سرعة الصوت» (24 إطار في الثانية) مما يجعل أحداث المسرحية الهزلية تبدو بشكل أكثر اضطراباً.
إبطاء «تخفيف» السرعة هي عملية تستخدم في التأثيرات السينمائية حيث يتغير فيها باستمرار إطار معدل التقاط الصور في الكاميرا، فعلى سبيل المثال في دورة العشر ثوان من الالتقاط يضبط معدل إطار الالتقاط من 60 إطار لكل ثانية إلى 24 إطار لكل ثانية. وعندما تعاد مرة أخرى بنفس معدل إطار الفيلم الاعتيادي (24 إطار لكل ثانية) يحدث هذا التأثير المميز من التلاعب بالوقت. مثلاً عندما يقوم شخص بفتح الباب ويمشي في الطريق سيظهر وكأنه بدأ بحركة بطيئة ولكن بعد ثوان قليلة وفي نفس اللقطة سيظهر وكأنه يتحرك بسرعة طبيعية. وعكس عملية الإبطاء هو ما حدث في فيلم (The Matrix) حينما دخل (نيو) للماتريكس لأول مرة ليلتقي بالعراف عند خروجه من المستودع قامت الكاميرا بالتقريب وظهر (نيو) وكأنه يتحرك بسرعة طبيعية ومن ثم استمرت الكاميرا بالتركيز على وجهه حتى بدا وكأن الوقت يتباطأ وهذا يعطي المشاهد فكرة مسبقة عن التلاعب بالوقت الذي سيحدث لاحقاً في الفيلم.
كان فيلم «إعدام ملكة الاسكتلنديين ماري» -الذي تم إنتاجه من قبل شركة أديسون- متميزًا ومنفردًا من بين كل الأفلام ذات الدقيقة الواحدة، حيث سجل الفيلم عدة مشاهد للعديد من الممثلين المختلفين من خلال آلتهم المسماة الكينتوسكوب (مصور الحركات). وفي الفيلم يظهر شخص مرتدياً زي الملكة واضعاً رأسها في منصة الإعدام أمام مجموعة صغيرة من المارة مرتدين الزي الإليزابيثي، ويسقط الجلاد فأسه ثم يسقط رأس الملكة على الأرض، وهذه الخدعة تم تنفيذها من خلال إيقاف الكاميرا ثم استبدال رأس الممثل بدمية ثم إعادة تشغيل المشهد قبل سقوط الفأس. وهذان المشهدان من الفيلم تم اقتصاصهما وإلصاقهما مع بعضهما البعض لكي يظهر استمرار المشهد أثناء عرض الفيلم.
هذا الفيلم كان ضمن مجموعة من الأفلام التي صُدّرت إلى أوروبا ولاقت رواجًا مع ظهور آلات تصوير الحركات عام 1895م، وقد رآها جورج ميلييس الذي كان يقدم عروض السحر بمسرحه روبرت-هودين بباريس في ذلك الوقت.
فشرع بصناعة الأفلام عام 1896م، وبعد أن نجح في محاكاة وتقليد أفلام أخرى من أديسون ولوميير وروبرت باول صنع فيلم (Escamotage d'un dame chez Robert-Houdin السيدة المختفية)، وهذا الفيلم يعرض امرأة تختفي باستخدام تقنية توقّف الحركة (stop motion) كما في أفلام أديسون السابقة.
بعد ذلك قام جورج ميلييس بصناعة العديد من أفلام اللقطة الواحدة باستخدام هذه الخدعة لعدة سنوات تالية.

### التعريض المزدوج (الدمج)
أما التقنية السينمائية الأخرى المستخدمة للخداع فهي التعريض المزدوج (الدمج) للفيلم في الكاميرا، وأول من قام بذلك هو (جورج ألبيرت سميث) في شهر يوليو من عام 1898 في المملكة المتحدة. وشركة وارويك للتجارة التي تولت مهمة توزيع ونشر أفلام سميث عام 1900، وصفت فيلم سميث «الأخوان كورسيكان» 1898 في دليلها بـ: قالب:اقباس
وقد تم وضع تأثير الشبح بلف الموقع بقماش مخمل أسود بعد تصوير المشهد الرئيسي، ومن ثَمّ إعادة المشهد الأصلي مع الممثل الذي يقوم بدور الشبح، حيث يعرض على الأحداث في الأوقات المناسبة، وبالمثل فإن (هذه الرؤية/ هذا المشهد) والذي ظهر ضمن دائرة مصغرة أو غير لامعة، ثم فرضها على منطقة سوداء في خلفية المشهد، وليس على جزء من المشهد مع التفاصيل حتى لا يبدو شيئا من خلال الصورة، والتي بدت صلبة جدا، وقد استخدم سميث هذه التقنية مرة أخرى في سانتا كلوز عام 1898.
وكان جورج ميلييس قد استخدم هذه الطريقة لأول مرة على خلفية داكنة في La Caverne maudite «كهف الشياطين» الذي أنتج بعد بضعة أشهر عام 1898، وقد تم تعقيده بـتكليفات متعددة في المشهد الوحيد في Un Homme de têtes (الرؤساء الأربعة المزعجون) وقد خلف هذا المزيد من الاختلافات في أفلام لاحقة.

### تقنيات خاصة أخرى
بدأ ج. أ. سميث تقنية الحركة العكسية كما حسن من نوعية الصور ذاتية الدوافع* غير الدقيقة، وقد فعل ذلك بتكرار اللقطة مرة أخرى وتصويرها بكاميرا مقلوبة، ومن ثم ضم نهاية شريط الفيلم (النيغاتيڤ) الثاني لنهاية الشريط الأول. وأول الأفلام التي استخدمت هذه التقنية هي تيبسي، توبسي، ترڤي والرسام ذو التوقيع الغريب، والأخير يظهر رسام يوقع بحرف ثم يختفي الرسم تحت فرشاة الرسام. أول الأمثلة الباقية لهذه التقنية هو فيلم سميث المنزل* الذي بناه جاك، وقد صُنع قبل سبتمبر من عام 1901. ونرى بالفيلم ولد صغير يركل قلعة صنعتها فتاة بمكعبات البناء الخاصة بالأطفال ويهدمها، ثم يظهر عنوان يقول «معكوس»، ثم يعاد المشهد بالمعكوس وتعيد القلعة بناء نفسها تحت ضرباته.
استخدم سيسيل هيبوورث هذه التقنية المتطورة بطباعة الصور عكس الحركة من الأمام إلى الوراء ومن الأعلى إلى الأسفل بالتالي عند طباعة الفيلم الأصلي يكون منعكس كلياً. وحتى يتمكن من إنجاز ذلك صنع هيبوورث طابعة خاصة يتم من خلالها تمرير شريط الصور المعكوسة عبر جهاز العرض وإدخالها في الكاميرا عبر عدسات خاصة لتخرج صوراً بنفس الحجم، أُطلق على هذا الاختراع اسم «طابعة إسقاطية»، وعُرفت لاحقاً باسم «طابعة بصرية»، تمكن هيبوورث بواسطتها من صنع فيلم السبّاحون في عام 1900، حيث يخلع السبّاحون ثيابهم ويقفزون نحو الماء، إلا أنهم ظهروا في الفيلم وهم يقفزون بالعكس خارج الماء وكالسحر تطير ثيابهم نحو أجسادهم.
ظهر استخدام سرعات الكاميرا المختلفة أيضا عام 1900 كجعل روبرت بول الكاميرا تنتقل ببطء شديد في فيلمه «على سيارة هاربة عبر ميدان بيكاديللي» 1899، وعندما عرض الفيلم بالسرعة المعتادة وهي 16 إطارًا في الثانية، ظهرت المشاهد بسرعة رائعة، وأما سيسيل هيبوورث فقد استخدمت التأثير النقيض عند تصوير «الطاهي الهندي» و«بودرة زايدليتس» 1901، والذي يحكي قصة هندي أحمر يأكل الكثير من الدواء المخصص لغازات المعدة مما يؤدي لانتفاخ معدته حتى يبدأ بالقفز كالبالون وقد تم ذلك من خلال تحريك الكاميرا أسرع من المعتاد وهو 16 إطارًا في الثانية مما نتج عنه أول تأثير لما يسمى بالـ«حركة البطيئة».

## طاقم العمل
بحسب ترتيب الأقدمية التنازلي يتضمن الترتيب هؤلاء الأعضاء:
- مدير التصوير ويسمى أيضاً المصور السينمائي
- مشغل الكاميرا ويسمى أيضاً المصور
- مساعد كاميرا أول ويسمى أيضاً مدقق الصورة
- مساعد كاميرا ثاني ويسمى أيضاً محمل الفيديو

في مجال صناعة الأفلام، المصور السينمائي هو المسؤول عن الجوانب التقنية للصور سواءً من حيث (الإضاءة، خيارات العدسة، التكوين، عدد الصور، الترشيح، وتوجه الفيلم) لكن العمل بشكل وثيق مع المخرج لتحقيق جمال فني يدعم رؤية المخرج للقصة المتحدث عنها، المصورون السينمائيون هم المتحكمون ورؤساء الكاميرا وطاقم الإضاءة في مجموعة، لهذا السبب غالباً يطلق عليهم مخرجي التصوير الفوتوغرافي أو DPs. في التقليد البريطاني، حقيقةً إذا كان DPO يدير الكاميرا يطلق عليه مصور سينمائي. من الشائع في الإنتاج المحدود يمكن لشخص أداء جميع هذه الوظائف وحده. عادةً التقدم الوظيفي في نهاية المطاف للتعامل مع الكاميرا يتضمن تسلق السلم خطوةً خطوة.
مديرو التصوير (المخرجون) يتخذون الكثير من القرارات الإبداعية والتفسيرية أثناء عملهم، من مرحلة ما قبل الإنتاج إلى مرحلة ما بعد الإنتاج، والتي تؤثر على المظهر العام للصورة من حيث التأثير والحركة. العديد من هذه القرارات مشابهة لما يحتاج المصور إلى ملاحظته عند التقاط الصورة: المصور السينمائي يتحكم في اختيار الفيلم نفسه (بدءًا من ممولي الفيلم وحتى أدق التفاصيل الحساسة مما يتعلق بالضوء واللون)، واختيار العدسة ومركزها ومستوى البؤرة. السينما مع ذلك كله لديها الاهتمام بالجانب الزمني (راجع استمرارية الرؤية)، على عكس التصوير الفوتوغرافي الذي هو مجرد صورة ثابتة واحدة. بينما السينما أضخم ومضنية أكثر وذلك للتعامل مع كاميرات السينما، التي تنطوي على مجموعة أكثر تعقيدا من الخيارات. على هذا النحو المصور السينمائي كثيرا ما يحتاج إلى العمل بصورة تعاونية مع عدد أكبر من الناس أكثر مما يفعل المصور الفوتوغرافي، الذي كثيرا ما يمكن أن يكون شخص واحد فقط ويقوم بكامل المهمة. ونتيجة لذلك، تتضمن وظيفة المصور السينمائي، إدارة شؤون الموظفين والتنظيم اللوجستي.

### المصوّر السينمائي
في بدايات صدور الصور المتحرّكة، كان المصوّر السينمائي هو المخرج عادةً، كما أنه هو الذي يحمل الكاميرا أيضاً. ومع تطوّر الفن والتكنولوجيا، ظهر التفريق بين المخرج والمصوّر. مع ظهور الإضاءة الاصطناعية، وأجهزة أفلام أسرع (ذات حساسية ضوء أعلى). بالإضافة إلى تطوّرات تكنولوجية في البصريات فقد استلزمت الجوانب الفنّية للمصوّر السينمائي متخصصاً في ذاك المجال.
يعد علم التصوير السينمائي أساساً لعصر الفيلم الصامت الذي كان بلا صوت باستثناء موسيقى الخلفية ولا يوجد حوار، واعتمدت الأفلام على الإضاءة والتمثيل والإخراج.
في هوليوود عام 1919، وهي عاصمة الصورة المتحركة الجديدة في العالم، أُنشِئت واحدة من أولى المجتمعات التجارية (ولا زالت موجودة) وهي الجمعية الأمريكية للمصورين السينمائيين (ASC)، التي وقفت لتعترف بمساهمة المصورين السينمائيين في فن وعلم صناعة الصورة المتحركة، كما أُنشِئت جمعيات تجارية مماثلة أيضاً في الدول الأخرى.
عرّف المجتمع الأمريكي للمصورين السينمائيين علم التصوير السينمائي بأنه: عملية إبداعية وتفاعلية تجعل من التأليف الأصل للعمل أكثر من مجرد تسجيل بسيط لحدث جسدي. التصوير السينمائي ليس فرعاً للتصوير وبالأحرى التصوير هو عمل واحد للمصور السينمائي يستخدمه بالإضافة إلى التنظيم الجسدي والتفسير الإداري وتقنية التلاعب بالصور للتأثير بالعملية الواحدة المترابطة.